# المحقق شيناتاون 2
المحقق شيناتاون 2 هو فيلم كوميديا وغموض صيني صدر في 2018، من إخراج كتابة شين سيشنغ وبطولة وانغ باوكيانغ وليو هاوران، وهو تتمة للجزء الأول المحقق شيناتاون الذي صدر في 2015.
صدر الفيلم بتاريخ 16 فبراير 2018 في الصين، وحقق إيرادات مهمة وصلت إلى 544,1 مليون دولار مما جعله يحتل المرتبة العاشرة في قائمة أعلى الأفلام دخلا لسنة 2018، والمرتبة الثالثة في قائمة أعلى الأفلام دخلا في تاريخ الصين.

## القصة
في نيويورك، كين (ليو هاوران) يجد نفسه في المسابقة العالمية للتحقيق مع جائزة ضخمة للفائز، وتقضتضي مهمة المسابقة اكتشاف قاتل حفيد شيناتاون في مدة لا تتجاوز أسبوع واحد. فيقرر كين المشاركة بالتعاون مع تانغ (وانغ باوكيانغ) في فريق بعنوان <<ثنائي المحقق شيناتاون>> حيث يسعيان جاهدين في اكتشاف القاتل والحصول على الجائزة.

## الاستقبال

### النقد
حظي الفيلم باستحسان نقدي، حيث حصل على تقييم يتعدى 54% في موقع روتن توميتوز على أساس 13 مراجعة، أما في موقع ميتاكريتيك فقد حقق الفيلم 52 نقطة من أصل 100 بناء على 4 نقاد.

### شباك التذاكر
حقق الفيلم إيرادات مهمة بقيمة 544,1 مليون دولار
، محتلا بذلك الرتبة العاشرة في أعلى الأفلام دخلا لسنة 2018 وليصبح ثاني أعلى الأفلام دخلا في تاريخ الصين.

## جوائز وترشيحات
| الجائزة                                    | الصنف                              | المستلم           | النتيجة     | المصدر |
| جائزة مهرجان بكين لأفلام التلميذ النسخة 25 | جائزة أفضل فيلم من إختيار التلاميذ | المحقق شيناتاون 2 | فوز         | [ 10 ] |
| جائزة المئة وردة النسخة 24                 | أفضل فيلم                          | المحقق شيناتاون 2 | في الانتظار | [ 11 ] |
| جائزة المئة وردة النسخة 24                 | أفضل مخرج                          | شين سيشنغ         | في الانتظار | [ 11 ] |
| جائزة المئة وردة النسخة 24                 | أفضل كاتب                          | شين سيشنغ         | في الانتظار | [ 11 ] |
| جائزة المئة وردة النسخة 24                 | أفضل ممثل                          | وانغ باوكيانغ     | في الانتظار | [ 11 ] |
| جائزة المئة وردة النسخة 24                 | أفضل ممثل                          | ليو هاوران        | في الانتظار | [ 11 ] |
| جائزة المئة وردة النسخة 24                 | أفضل ممثل مساعد                    | شياويانغ          | في الانتظار | [ 11 ] |

## روابط خارجية
- المحقق شيناتاون 2 على موقع IMDb (الإنجليزية)
- المحقق شيناتاون 2 على موقع ميتاكريتيك (الإنجليزية)
- المحقق شيناتاون 2 على موقع روتن توميتوز (الإنجليزية)
- المحقق شيناتاون 2 على موقع ألو سيني (الفرنسية)
- المحقق شيناتاون 2 على موقع أول موفي (الإنجليزية)
- المحقق شيناتاون 2 على موقع بوكس أوفيس موجو (الإنجليزية)
- المحقق شيناتاون 2 على موقع فيلمافينيتي (الإسبانية)
- المحقق شيناتاون 2 على موقع قاعدة بيانات الفيلم (الإنجليزية)
- المحقق شيناتاون 2 على موقع ليتربوكسد (الإنجليزية)
- المحقق شيناتاون 2 على موقع كينوبويسك (الروسية)